# Пенитас (Тексас)
Пенитас (енгл. Penitas) град је у америчкој савезној држави Тексас. По попису становништва из 2010. у њему је живело 4.403 становника.

## Демографија
Према попису становништва из 2010. у граду је живело 4.403 становника, што је 3.236 (277,3%) становника више него 2000. године.
| Група             | 2000.         | 2010.         |
| Белци             | 20 (1,7%)     | 75 (1,7%)     |
| Афроамериканци    | 1 (0,1%)      | 0 (0,0%)      |
| Азијати           | 0 (0,0%)      | 1 (0,0%)      |
| Хиспаноамериканци | 1.144 (98,0%) | 4.323 (98,2%) |
| Укупно            | 1.167         | 4.403         |